# Нова Козача (село)
Нова Козача (до 17 лютого 2016 — Ілліча́) — село в Україні, у Дергачівській міській громаді Харківського району Харківської області. Населення складає 421 осіб. До 2020 року орган місцевого самоврядування — Козачо-Лопанська селищна рада.

## Географія
Село Нова Козача розташоване за 39 км від обласного центру, на правому березі річки Лопань, вище за течією на відстані 3 км розташоване смт Козача Лопань, нижче за течією за 3 км — село Цупівка, на протилежному березі — села Турове (Богодухівський район) та Макарове. Через село пролягає залізниця Харків — Козача Лопань, пасажирський зупинний пункт Нова Козача. Поруч з селом у балці Глибока розташоване велике садове товариство.

## Населення

### Мова
Розподіл населення за рідною мовою за даними перепису 2001 року:
| Мова       | Кількість | Відсоток |
| ---------- | --------- | -------- |
| українська | 385       | 91.45%   |
| російська  | 36        | 8.55%    |
| Усього     | 421       | 100%     |

## Історія
У 2016 році село Ілліча перейменовано в село Нова Козача.
12 червня 2020 року, відповідно до розпорядженням Кабінету Міністрів України № 725-р «Про визначення адміністративних центрів та затвердження територій територіальних громад Харківської області», село увійшло до складу Дергачівської міської громади Дергачівського району.
19 липня 2020 року, в результаті адміністративно-територіальної реформи та ліквідації Дергачівського району, село увійшло до складу Харківського району.